# Anthony DiBlasi
Anthony DiBlasi es un director de cine, productor y guionista estadounidense conocido por su trabajo en películas de terror. Hizo su debut como director en 2009 con la película Dread, basada en el cuento homónimo de 1984 del novelista y cineasta inglés Clive Barker. DiBlasi también dirigió y coescribió la película Last Shift de 2014 y la película Extremity de 2018.

## Vida y carrera
DiBlasi nació y creció en Boston, Massachusetts, donde se graduó en la escuela de cine del Emerson College. Mientras estaba en el programa, realizó una pasantía en Marvel Studios en Los Ángeles, California, aproximadamente en la época en que la película Spider-Man de 2002 estaba en postproducción. Después de una reunión con el novelista y cineasta Clive Barker y el productor Joe Daley, Barker y Daley contrataron a DiBlasi como pasante, y pronto comenzó a trabajar con ellos en proyectos cinematográficos a tiempo completo. DiBlasi se desempeñó como productor ejecutivo de las películas de terror The Midnight Meat Train (2008) y Book of Blood (2009), cada una basada en cuentos de Barker. DiBlasi hizo su debut como director en 2009 con la película Dread, basada en el cuento de 1984 del mismo nombre de Barker.
En 2014, DiBlasi dirigió la película Last Shift, que coescribió con Scott Poiley. Un reinicio de Last Shift, titulado Malum, también dirigido por DiBlasi y escrito por DiBlasi y Poiley, se estrenó en 2023.

## Filmografía
| Año  | Título                  | Director | Productor | Notas                  | Ref.        |
| ---- | ----------------------- | -------- | --------- | ---------------------- | ----------- |
| 2006 | The Plague              |          | Ejecutivo |                        |             |
| 2008 | The Midnight Meat Train |          | Ejecutivo |                        |             |
| 2009 | Book of Blood           |          | Ejecutivo |                        |             |
| 2009 | Dread                   | Sí       | Ejecutivo | También guionista      | [ 2 ]       |
| 2011 | Cassadaga               | Sí       |           |                        | [ 4 ]       |
| 2013 | The Test                | Sí       |           |                        |             |
| 2013 | The Profane Exhibit     | Sí       |           | Segmento: Mother May I | [ 5 ]       |
| 2013 | Missionary              | Sí       |           |                        | [ 6 ] [ 7 ] |
| 2014 | Last Shift              | Sí       |           | También coguionista    |             |
| 2015 | Wuthering High School   | Sí       |           |                        |             |
| 2015 | Most Likely to Die      | Sí       |           |                        |             |
| 2017 | Exhume                  |          | Ejecutivo |                        |             |
| 2018 | Extremity               | Sí       |           |                        |             |
| 2023 | Malum                   | Sí       |           | También coguionista    | [ 8 ] [ 9 ] |